# 海野游翁
海野 遊翁（うんの ゆうおう、寛政6年11月14日〈1794年12月6日〉 - 嘉永元年11月11日〈1848年12月6日〉）は、江戸時代後期の国学者、歌人。松江藩儒、幕臣。名は幸典（ゆきのり）、通称源兵衛頼致。号は柳園または遊翁。

## 生涯
東信濃海野荘の豪族滋野姓海野氏流。真田十勇士の一人海野六郎の末裔とされる。
寛政6年（1794年）11月14日江戸生まれ。歌は小沢蘆庵に師事し、その門人前波黙軒に学ぶ。
天保6年（1835年）に隠居。全国規模の和歌結社を作り上げ、結社の同人誌ともいうべき『現存歌選』を編集した。
嘉永元年（1848年）11月11日死去。著作に「天言活用図」「遊翁詠草」など。

## 子孫
- 智覺（明治30年（1897年）6月20日没 相模国小田原中教院住職、権少僧都・傳燈大阿闍梨）
- 海野福雄（昭和29年（1954年）4月14日没 茨城県士族、多賀郡国分村學務委員・収入役奏任待遇判任官））[2]